# فرودگاه پوینت نوآر
 فرودگاه پوانت نوار (به انگلیسی: Pointe Noire Airport) یک فرودگاه با کد یاتا PNR است که یک باند فرود آسفالت دارد و طول باند آن ۲۶۰۰ متر است. این فرودگاه در کشور جمهوری کنگو قرار دارد .
فرودگاه پوانت نوار (Pointe Noire Airport) با کد یاتا PNR، یک فرودگاه بین‌المللی در کشور جمهوری کنگو است. این فرودگاه دارای یک باند فرود آسفالت به طول ۲۶۰۰ متر است و در یکی از مهم‌ترین شهرهای این کشور واقع شده است.

## شرکت‌های هواپیمایی و مقصدهای پروازی

### مسافری
| شرکت‌های هواپیمایی       | مقصدهای پروازی                    |
| ----------------------- | --------------------------------- |
| ایر ساحل عاج            | پورت بوئت، لیبرویله               |
| ایر فرانس               | شارل دوگل پاریس                   |
| Canadian Airways Congo  | مایا-مایا                         |
| CEIBA Intercontinental  | لیبرویله، مالابو                  |
| اکوافلایت               | پورت-جنتیل                        |
| هواپیمایی اتیوپی        | بوول                              |
| هواپیمایی پادشاهی مراکش | محمد پنجم                         |
| هواپیمایی آفریقای جنوبی | کژیون، اولیور تامبو               |
| ترنس ایر کنگو           | مایا-مایا، کژیون، دوالا، لیبرویله |

### باری
| شرکت‌های هواپیمایی                   | مقصدهای پروازی                |
| ----------------------------------- | ----------------------------- |
| ایر فرانس اجرا توسط Martinair Cargo | شارل دوگل پاریس               |
| Avient Aviation                     | لیژ، شارجه                    |
| هواپیمایی اتیوپی                    | بوول، لیژ، لوگزامبورگ - فیندل |
| Sky Gabon                           | لیبرویله                      |

## اهمیت و نقش فرودگاه
فرودگاه پوانت نوار یکی از مهم‌ترین فرودگاه‌های جمهوری کنگو است و به عنوان دروازه‌ای به شهر بندری پوانت نوار عمل می‌کند. این فرودگاه نقشی حیاتی در حمل و نقل هوایی، تجارت و گردشگری منطقه دارد.

## امکانات و خدمات
- ترمینال مسافران: فرودگاه دارای ترمینالی است که خدمات مختلفی از جمله چک‌این، بازرسی امنیتی، و تسهیلات رفاهی را ارائه می‌دهد.
- ترمینال باربری: علاوه بر مسافران، این فرودگاه قابلیت باربری نیز دارد و به تسهیل تجارت و حمل و نقل کالا کمک می‌کند.

## خطوط هوایی و مقاصد
فرودگاه پوانت نوار میزبان پروازهای داخلی و بین‌المللی است که توسط چندین خط هوایی انجام می‌شوند. این پروازها شهرهای مختلف آفریقا و سایر نقاط جهان را به پوانت نوار متصل می‌کنند.

## دسترسی و حمل و نقل
- راه‌های ارتباطی: فرودگاه پوانت نوار از طریق جاده‌های اصلی به شهر و مناطق اطراف متصل است.
- وسایل حمل و نقل: تاکسی‌ها، اتوبوس‌ها و خودروهای اجاره‌ای در دسترس مسافران هستند تا به مقصد نهایی خود برسند.

## چشم‌انداز توسعه
با توجه به اهمیت اقتصادی و تجاری شهر پوانت نوار، برنامه‌هایی برای توسعه و بهبود زیرساخت‌های فرودگاه در نظر گرفته شده است تا بتواند پاسخگوی نیازهای رو به افزایش مسافران و باربری باشد.